# Fortaleza EC
A Fortaleza Esporte Clube, röviden Fortaleza egy brazil sportegyesület, melyet 1918-ban Fortalezában alapítottak. Több sportág szakosztálya is a szárnyaik alá tartozik, ezek közül a legismertebb a labdarúgó szakosztály. A Cearense bajnokságban és az országos első osztály, a Série A küzdelmeiben vesznek részt.

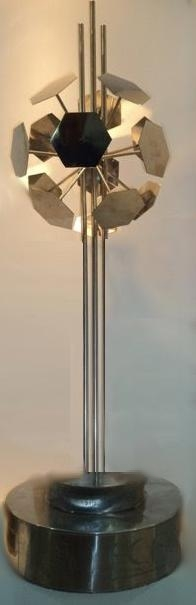
Az állami bajnoki trófea 2010-ből

## Története

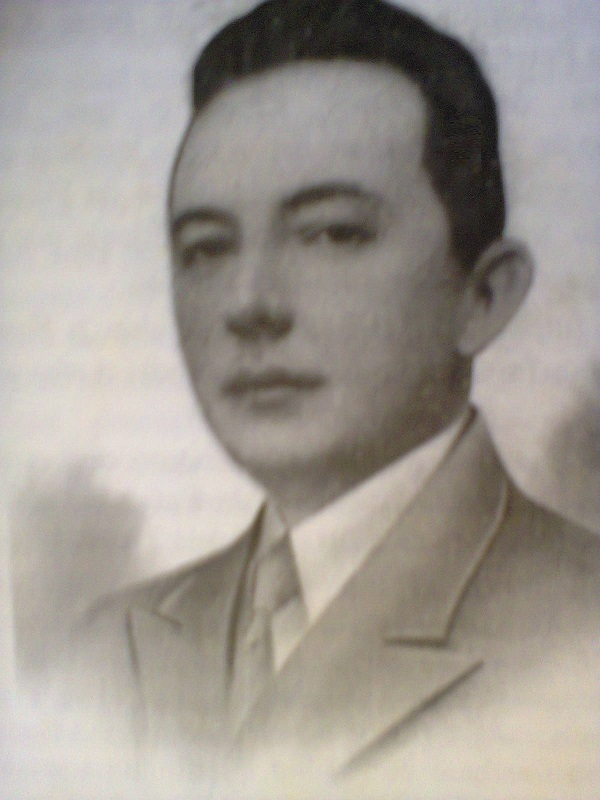
Alcides Santos a klub alapítója és első elnöke

Alcides Santos Ceará állam akkoriban egyik legnevesebb sportolója Franciaországban, a Stella Főiskolán szerette meg a labdarúgást, melyet Fortalezában is meg akart honosítani. 1915-ben létrehozta a Stella FBC csapatát, de a sikertelenség végett néhány társával kiváltak és egy új csapat alapításába fogtak. 1918. október 18-án megalakult a Fortaleza Sport Club. A klub végleges nevét a 60-as években kapta meg. Szerelésük (a Franciaország iránti tisztelet miatt) a francia nemzeti színekből áll.

### Az alapító tagok névsora
- Alcides Santos
- Clóvis Gaspar
- Clóvis Moura
- Humberto Ribeiro
- Jayme Albuquerque
- João Gentil
- Oscar Loureiro
- Pedro Riquet
- Walter Olsen
- Walter Barroso

## Sikerlista

### Állami
- 46-szeres Cearense bajnok: 1920, 1921, 1923, 1924, 1926, 1927, 1928, 1933, 1934, 1937, 1938, 1946, 1947, 1949, 1953, 1954, 1959, 1960, 1964, 1965, 1967, 1969, 1973, 1974, 1982, 1983, 1985, 1987, 1991, 1992, 2000, 2001, 2003, 2004, 2005, 2007, 2008, 2009, 2010, 2015, 2016, 2019, 2020, 2021, 2022 e 2023

| Fortaleza Esporte Clube | Fortaleza Esporte Clube | Fortaleza Esporte Clube | Fortaleza Esporte Clube | Fortaleza Esporte Clube | Fortaleza Esporte Clube | Fortaleza Esporte Clube | Fortaleza Esporte Clube |
| 1918                    | 1940s                   | 1940s - 1950s           | '1960s                  | 2018                    |                         |                         |                         |
| ----------------------- | ----------------------- | ----------------------- | ----------------------- | ----------------------- | ----------------------- | ----------------------- | ----------------------- |

## Források

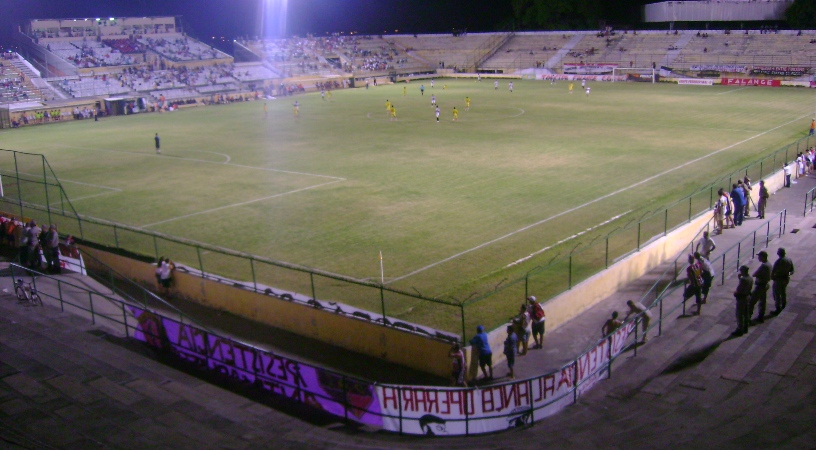
A csapat mérkőzéseinek többségét a Presidente Vargas stadionban játssza

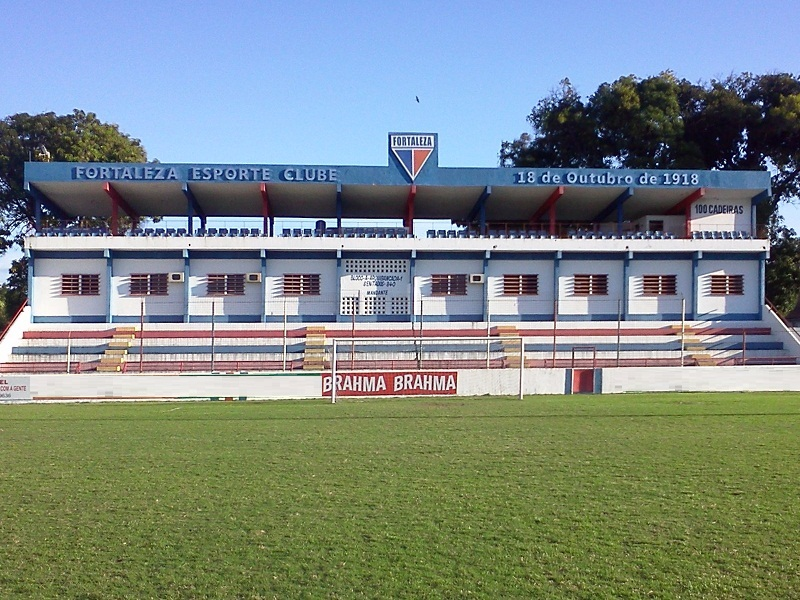
Az Alcides Santos stadion 7 100 fő befogadására képes